# Wasserburg Ebersbrunn
Die Wasserburg Ebersbrunn, auch Insel, Wohl, Wal genannt, ist eine abgegangene Wasserburg im Ortsteil Ebersbrunn der Gemeinde Lichtentanne im Landkreis Zwickau in Sachsen.

## Lage
In Ortsmitte von Ebersbrunn in feuchter Aue der Pleiße und mehrerer Nebenbäche.

## Geschichte und Beschreibung
1303 wird urkundlich ein Cunradus de Alvolsburn (bei Geupel für 1303 als "Conrad de Avelbrun") genannt. Aufgrund dessen wird vermutet, dass damals bereits eine mittelalterliche Wasserburganlage von ca. 16 × 12 Metern Größe an der Pleiße existierte. Der heutige Burgstall (Burgstelle) der ehemaligen Wasserburg zeigt nur noch den Burghügel und einen Wassergraben.
Geupel erwähnt für die Anlage (bis 1983) keine Funde. Das Burgareal wurde am 15. August 1958 als Bodendenkmal eingetragen.